# Mesquite, Nevada
Mesquite är en stad (city) i Clark County i delstaten Nevada i USA. Staden hade 20 471 invånare, på en yta av 83,47 km² (2020).